# Serug
Serug (in ebraico: שְׂרוּג, Śərūḡ o Saruch, "ramo") (... – ...) è un patriarca biblico postdiluviano.

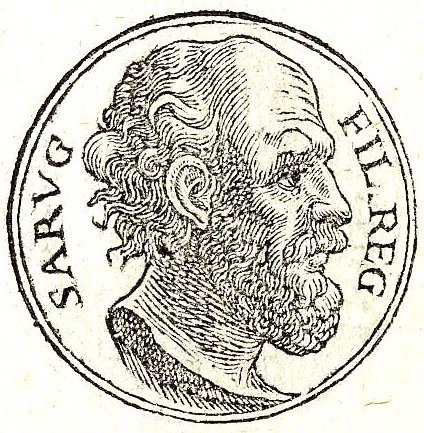
Il patriarca Serug nel Promptuarii Iconum Insigniorum

Discendente di Noè e figlio di Reu, Serug viene ricordato nella Genesi come padre di Nacor e bisnonno di Abramo.
Secondo il Testo masoretico, Serug ebbe il figlio Nacor all'età di 30 anni e visse fino a 230 anni, mentre secondo la versione biblica dei Septuaginta, quando suo figlio nacque, Serug aveva 130 anni e visse sino a 330 anni.
Il Libro dei Giubilei tramanda il anche il nome di sua madre, Ora, figlia di Ur e nipote di Kesed, che gli mutò il nome originale Seruh in Serug perché (in base ad un gioco di parole che a noi appare intraducibile e forse connesso al fonema rˁ, "essere cattivo") "tutti si erano girati a commettere ogni specie di peccato".
Inoltre, il testo apocrifo riporta che Serug visse ad Ur dei Caldei, prese in moglie Melka, figlia di Keber, suo zio, ed insegnò al figlio Nacor l'astrologia.